# 相鉄企業
相鉄企業株式会社（そうてつきぎょう、英: SOTETSU KIGYO Co., Ltd.）は、神奈川県横浜市西区に本社を置く建物総合管理会社である。相鉄グループに属する。

## 主な事業
- ビルメンテナンス業
  - 設備の運転、保守・保安管理
  - 施設の保安警備
  - ビルクリーニング
  - 駅施設の管理
- 環境サービス業
  - 水処理施設の管理
- 設備工事業
- 指定管理者業務
  - 施設の運営、管理
- 不動産賃貸業

## 沿革
- 1961年（昭和36年）11月 -  相模鉄道（現 相鉄ホールディングス）・相鉄不動産・横浜ステーシヨンビルの出資で、相鉄ビルサービス株式会社を設立。
- 1973年（昭和48年）5月 - 商号を相鉄ビル管理株式会社に変更。
- 1977年（昭和52年）11月 - 商号を相鉄企業株式会社に変更。
- 1979年（昭和54年）12月 - 建物管理業務を営む株式会社第一相美社の全株式を取得。
- 1990年（平成2年）6月 - 株式会社第一相美社、商号を第一相美株式会社に変更。
- 2004年（平成16年）12月 - 株式会社ジャスダック証券取引所に株式を上場。
- 2005年（平成17年）10月 - 相模鉄道株式会社との株式交換により同社の完全子会社となる。

## 関連会社
- 第一相美株式会社 - ビルメンテナンス業・人材派遣業。